# كوشاد أحادي الزهرة
كوشاد أحادي الزهرة (الاسم العلمي:Gentiana uniflora) هو نوع من النباتات يتبع جنس الكوشاد من الفصيلة الكوشادية.